# Blanke Bevrydingsbeweging
Blanke Bevrydingsbeweging (în română Mișcarea de Eliberare a Albilor, abreviat BBB) a fost o organizație neonazistă sud-africană cunoscută ca fiind prima organizație de acest fel interzisă în perioada apartheidului. Grupul se autocaracteriza drept cea mai radicală organizație de extremă dreapta din Africa de Sud.

## Istoric
Organizația a fost înființată în iunie 1985 de profesorul Johan Schabort. Formată inițial cu scopul de a sprijini Partidul Alb al lui Schabort. În iunie 1987, BBB a devenit cunoscută publicului și a inițiat un program de recrutare prin care să atragă atât afrikaneri, cât și britanici. Liderul său onorific a fost Theuns Stoffberg, fost membru al mișcării Greyshirts⁠(d). Un alt membru de seamă a fost Keith Conroy care a devenit mai târziu comandantul „Gărzii de Fier” a organizației AWB.

#### Activități
În august 1987, Schabort a participat și susținut un discurs în cadrul unei ceremonii organizate de Afrikaner Weerstandsbeweging (AWB) în memoria lui Rudolf Hess. BBB a încercat să dezvolte relații cu organizațiile internaționale de dreapta.
BBB a editat și publicat o revistă bilingvă sub titlul Kommando: Stem van die Blankedom (în română Kommando: Vocea Rasei Albe). Alan Harvey - cel care se ocupa de publicarea revistei - a fost lider adjunct al filialei din sudul provinciei Natal⁠(d). Înainte să lucreze pentru BBB, Harvey editase și publicase materiale pentru revista South African Patriot (în română Patriotul sud-african) în Durban. Revista conținea reclame ale unor organizații de extremă dreapta din jurul lumii (e.g. National Association for the Advancement of White People, National Vanguard, Instauration, Heritage and Destiny, Nationalism Today⁠(d) și NF News).

## Ideologie
Comisia pentru Adevăr și Reconciliere⁠(d) a descris ideologia BBB drept un „nazism rafinat”. Schabort însuși a descris organizația ca fiind „fățiș rasistă”, susținătoare a supremației albe, negrii fiind considerați „oameni ai noroaielor” (mud people), și a interzicerii căsătoriilor interrasiale⁠(d). BBB a militat pentru expulzarea persoanelor de culoare din Africa de Sud „dacă este necesar prin violență”. Antisemitismul și negaționismul erau alte elemente ale ideologiei acestora, statutul evreilor fiind situat între albi și negri.
Afrikaner Weerstandsbeweging a criticat organizația pe motiv că era anticreștină și atee, fiind ideologic apropiată de valorile promovate de Biserica Creatorului. Grupul a utilizat runa odal⁠(d) ca simbol al organizației.